# Pardosa bukukun
Pardosa bukukun là một loài nhện trong họ Lycosidae.
Loài này thuộc chi Pardosa. Pardosa bukukun được Dmitri Viktorovich Logunov & Yuri M. Marusik miêu tả năm 1995.